# Rábacsanak
Rábacsanak is een plaats (község) en gemeente in het Hongaarse comitaat Győr-Moson-Sopron. Rábacsanak telt 613 inwoners (2001).